# Wagenhauser Weiher
Der Wagenhauser Weiher ist ein kleiner Badesee im Gebiet der baden-württembergischen Stadt Bad Saulgau im Landkreis Sigmaringen. Er ist teilweise von Wald umgeben, im Sommer relativ warm und verfügt über ein Strandbad. Außer zum Badebetrieb wird der See als Angelgewässer genutzt. Derzeit ist der See aufgrund von Sanierungsarbeiten am Damm auf unbestimmte Zeit abgelassen.

## Lage und Größe
Der im 19. Jahrhundert als Teil einer Weiheranlage des Klosters Sießen angelegte Wagenhauser Weiher liegt etwa drei Kilometer südwestlich der Bad Saulgauer Stadtmitte, zwischen den Stadtteilen Wagenhausen und Sießen auf einer Höhe von 609 m ü. NHN. Die Größe des Sees beträgt 6,2 Hektar, seine Uferlänge etwa 1.050 Meter. Mit einer durchschnittlichen Tiefe von 1,6 Metern (maximale Tiefe = 3,5 m) ergibt sich ein Seevolumen von rund 96.800 Kubikmetern.

## Biologie
Der Wagenhauser Weiher liegt im Landschaftsschutzgebiet Sießener See, die umliegenden Wald- und Agrarflächen (78 Prozent Grünland, 40 % Ackerland) werden intensiv genutzt, was, verbunden mit der Hanglage der Nutzflächen, zu einem beträchtlichen Nährstoffeintrag führt. 
|                          |        | 2000 | 2003 | 2007 |
| Gesamt PO4-Phosphor      | (µg/l) | 15   | 23   | 24   |
| Chlorophyll a            | (µg/l) | 9    | 14   | 16   |
| Chlorophyll a-Spitze     | (µg/l) | 15   | 24   | 27   |
| anorg. Gesamt-Stickstoff | (mg/l) |      | 2,40 | 1,32 |
| Sichttiefe               | (m)    | 2,2  | 1,7  | 1,3  |

|                                 |        | 2003   | 2007 |
| o-PO4-Phosphor                  | (µg/l) | 48     | 29   |
| Gesamt PO4-Phosphor             | (µg/l) | 70     | 53   |
| Nitrat-Stickstoff               | (mg/l) | 7,14   | 6,23 |
| anorganischer Gesamt-Stickstoff | (mg/l) | 7,20   | 6,31 |
| Wasserführung                   | (l/s)  | 20–150 | 38   |

## Flora und Fauna

### Flora
Im südlichen Uferbereich des Weihers findet sich neben Schilfröhricht und Großseggen unter anderem das Spiegelnde Laichkraut (Potamogeton lucens), der Spreizende Wasserhahnenfuß (Ranunculus circinatus), die Schmalblättrige Wasserpest (Elodea nuttallii), der Wasser-Knöterich (Persicaria amphibia) und das Krause Laichkraut (Potamogeton crispus). 

### Fauna
Der See ist mit Zander, Hecht und Karpfen besetzt; außerdem kommen noch Rotauge, Flussbarsch, Schleie und Rotfeder im See vor. Im Uferbereich können zahlreiche Libellen- und Vogelarten beobachtet werden.